# Gilgamesh all'inferno
Gilgamesh all'inferno (Gilgamesh in the Outback) è un romanzo breve di fantascienza dello scrittore statunitense Robert Silverberg, pubblicato nel 1986.

## Storia editoriale
Il romanzo breve è stato pubblicato per la prima volta nel luglio del 1986 nella rivista Asimov's Science Fiction come prosieguo di un precedente romanzo del 1984: Gilgamesh (Gilgamesh the King). Allo scrittore fu richiesto di partecipare al progetto Heroes in the Hell, nel quale eroi storici del passato rivivono in uno strano inferno; Silverberg accettò recuperando il personaggio di Gilgamesh, già protagonista del suo romanzo del 1984.
Nel 1987 l'opera ha vinto il Premio Hugo per il miglior romanzo breve, è stata nominata per il Premio Nebula per il miglior romanzo breve, classificandosi al quarto posto per il Premio Locus per il miglior romanzo breve e al terzo posto allo Science Fiction Chronicle Readers Poll per la sua categoria.
In Italia il romanzo è stato pubblicato per la prima volta nel 1991 nell'antologia I Premi Hugo 1984-1990.

## Edizioni
- (EN) Robert Silverberg, Gilgamesh in the Outback, in Asimov's Science Fiction, n. 106, New York, Davis Publications, luglio 1986.
- (DE) Robert Silverberg, Gilgamesh im Outback, in Heyne Science Fiction Jahresband zum Jubiläumsjahr 1988, traduzione di Jürgen Langowski, Heyne Science Fiction & Fantasy, n. 44770, Monaco di Baviera, Heyne, marzo 1988, ISBN 978-3-453-01007-9.
- Robert Silverberg, Gilgamesh all'inferno, in Piergiorgio Nicolazzini (a cura di), I Premi Hugo 1984-1990, traduzione di Nicola Fantini, Grandi Opere Nord, n. 20, Milano, Editrice Nord, 1991.
- (HU) Robert Silverberg, Analógia 2, traduzione di Jürgen Langowski, Budapest, Valhalla Páholy, 1993, ISBN 978-963-7632-30-3.
- Robert Silverberg, Gilgamesh all'inferno, traduzione di Nicola Fantini, Biblioteca di un sole lontano, n. 66, E-book, Delos Digital, 2022, ISBN 978-88-254-2217-7.